# ジェームス・ジャスティン
ジェームス・ジャスティン（1998年2月23日 - ）はイングランドのサッカー選手。ポジションはディフェンダー。レスター・シティFC所属。元イングランド代表。

## 経歴
2005年からルートン・タウンFCの下部組織に所属し、2015年11月4日にトップチームと契約を交わす。
2016-17シーズンは主力として39試合に出場し、クラブの年間最優秀若手選手賞を受賞。2017-18シーズンには22試合の出場に留まるも、チームのフットボールリーグ1昇格に貢献した。翌シーズンは52試合に出場し、チームは昇格1年目ながら優勝。チャンピオンシップへの2年連続昇格を決めた。この年、クラブの年間最優秀若手選手賞を再び受賞し、リーグ1のPFA年間ベストイレブンにも選出された。
2019年6月28日、プレミアリーグのレスター・シティFCと5年契約を結んだ。
12月4日、ワトフォード戦にてプレミアリーグデビュー。
シーズン前半はベンチを温める日々が続くが、シーズン終盤、主力であったリカルド・ペレイラが長期離脱したことで徐々に出場機会を増やしていった。
2020-21シーズン、それまでレフトバックの主力であったベン・チルウェルの放出により、主に左サイドでの起用が増加。ユーティリティ性を存分に発揮し、DF陣の相次ぐ怪我を埋め合せた。しかしシーズン終盤には自身も右膝前十字靭帯断裂の大怪我に見舞われ、長期離脱を余儀なくされた。
2022年1月19日、トッテナム戦にて約11か月ぶりとなるリーグ戦復帰を果たした。24歳の誕生日となる2月23日、クラブと新たに2026年までの4年契約を結んだことが発表された。
11月9日、EFLカップ3次ラウンド、ニューポート・カウンティとの試合中、アキレス腱を断裂し再び長期離脱を強いられることになった。

## 代表歴
U20、U21カテゴリのイングランド代表出場歴を持つ。
2017年8月31日、オランダとの親善試合、途中交代にてU20代表デビュー。その4日後のスイス戦ではフルデビューを果たした。
2019年9月9日、UEFA U-21欧州選手権2019のコソボ戦、途中交代にてU21代表デビューを果たした。
2022年5月24日、イングランド代表に初招集された。
6月5日のネーションズリーグ対ハンガリー戦にて左サイドハーフとしてスタメン起用され、代表デビューを果たした。

## 個人成績

### クラブ
2025年3月23日現在
| 所属クラブ       | シーズン | リーグ             | リーグ | リーグ | FAカップ | FAカップ | EFLカップ | EFLカップ | UEL  | UEL  | UECL | UECL | その他 | その他 | 合計 | 合計 |
| 所属クラブ       | シーズン | ディビジョン       | 出場   | 得点   | 出場     | 得点     | 出場      | 得点      | 出場 | 得点 | 出場 | 得点 | 出場   | 得点   | 出場 | 得点 |
| ---------------- | -------- | ------------------ | ------ | ------ | -------- | -------- | --------- | --------- | ---- | ---- | ---- | ---- | ------ | ------ | ---- | ---- |
| ルートン・タウン | 2015–16  | リーグ2            | 1      | 0      | 0        | 0        | 0         | 0         | —    | —    | —    | —    | 0      | 0      | 1    | 0    |
| ルートン・タウン | 2016–17  | リーグ2            | 29     | 1      | 3        | 0        | 1         | 0         | —    | —    | —    | —    | 6      | 0      | 39   | 1    |
| ルートン・タウン | 2017–18  | リーグ2            | 17     | 2      | 1        | 0        | 0         | 0         | —    | —    | —    | —    | 4      | 0      | 22   | 2    |
| ルートン・タウン | 2018–19  | リーグ1            | 43     | 3      | 4        | 0        | 1         | 0         | —    | —    | —    | —    | 4      | 0      | 52   | 3    |
| ルートン・タウン | 合計     | 合計               | 90     | 6      | 8        | 0        | 2         | 0         | —    | —    | —    | —    | 14     | 0      | 114  | 6    |
| レスター・シティ | 2019–20  | プレミアリーグ     | 13     | 0      | 3        | 0        | 2         | 1         | —    | —    | —    | —    | 0      | 0      | 18   | 1    |
| レスター・シティ | 2020–21  | プレミアリーグ     | 23     | 2      | 2        | 1        | 0         | 0         | 6    | 0    | —    | —    | 0      | 0      | 31   | 3    |
| レスター・シティ | 2021–22  | プレミアリーグ     | 13     | 0      | 1        | 0        | 0         | 0         | 0    | 0    | 5    | 0    | 0      | 0      | 19   | 0    |
| レスター・シティ | 2022–23  | プレミアリーグ     | 14     | 0      | 0        | 0        | 1         | 1         | —    | —    | —    | —    | 0      | 0      | 15   | 1    |
| レスター・シティ | 2023–24  | チャンピオンシップ | 39     | 2      | 3        | 0        | 3         | 0         | —    | —    | —    | —    | 0      | 0      | 45   | 2    |
| レスター・シティ | 2024–25  | プレミアリーグ     | 27     | 2      | 2        | 2        | 2         | 1         | —    | —    | —    | —    | 0      | 0      | 30   | 4    |
| レスター・シティ | 合計     | 合計               | 129    | 6      | 11       | 3        | 7         | 2         | 6    | 0    | 5    | 0    | 0      | 0      | 158  | 11   |
| 通算             | 通算     | 通算               | 219    | 12     | 19       | 3        | 9         | 2         | 6    | 0    | 5    | 0    | 14     | 0      | 272  | 17   |